# Benetton
|  | For Formel-1 holdet, se Benetton Formula |
Benetton, formelt Benetton Group S.p.A., men markedsført som United Colors of Benetton er et italiensk modehus med aktiviteter globalt. Virksomheden har 6.200 butikker i 120 lande og omsætter årligt for 2,1 mia. euro (2008). Hovedsædet er beliggende i Treviso.
Virksomhedens historie går tilbage til 1960, da Luciano Benetton, den ældste af fire søskende, arbejdede som sælger i Treviso. Her så han et marked for farverigt tøj og solgte sin yngre brors cykel for at kunne købe sin første symaskine. Hans første kollektion af sweaters fik positiv respons i de lokale butikker i Veneto. Kort efter sluttede hans søster og to yngre brødre sig til, og i 1965 blev virsomheden etableret. I 1966 åbnedes den første butik i Belluno og i 1969 i Paris.
Benettons succes tog særligt fart efter markedsføringskampagnen 'United Colors', påbegyndt i 1980, hvori fotografen Oliviero Toscanis ofte kontroversielle billeder var det bærende element. Billederne kredsede om vold, seksualitet og død og forestillede bl.a. en blodig nyfødt baby, en aids-patient, flygtninge, heste i færd med at parre sig, en collage af kønsorganer samt tøjrester fra en afdød soldat i krigen i Bosnien-Hercegovina. Eneste tekst var Benettons logo. Kampagnen var stærkt omstridt og blev i nogle lande sågar censureret, men den var med til at give Benetton sit globale image samtidig med at den brød med de eksisterende normer indenfor markedsføring.
Siden 1980'erne har Benetton sponsoreret flere sportsgrene, bl.a. Formel 1-holdet Benetton Formula, der senere blev til Renault F1.